# County executive
County Executive est, aux États-Unis, le nom donné au chef de l'exécutif d'un comté. Cette fonction existe dans quelques comtés d'une quinzaine d'États américains. 
Il peut être élu ou nommé. Quand il est élu, il fonctionne alors typiquement comme un membre élu du gouvernement du comté. Il peut disposer d'un pouvoir de véto à l'échelon du comté,  similaire à celui qu'a d'autres fonctions électives comme gouverneur pour un état ou maire pour une ville. Quand il est nommé son rôle est analogue à un gestionnaire de ville (city manager) pour une ville ou à un chief administrative office pour un État, chargé de diriger les différents exécutifs sous les ordres du gouvernement élu du comté. 